# 쿠마일 난지아니
쿠마일 난지아니(신드어: ڪميل علي نانجياني, 영어: Kumail Nanjiani, 1978년 2월 21일 ~ )는 파키스탄, 미국의 배우, 희극인이다. 2014년 시트콤 《실리콘 밸리》에서 디네시 척타이 역으로 잘 알려져 있다.

## 출연 작품

### 영화
- 마이크와 데이브는 데이트 상대가 필요해 (2016)
- 빅 식 (2017)
- 레고 닌자고 무비 (2017)
- 맨 인 블랙: 인터내셔널 (2019) - 포니 역 (목소리)
- 닥터 두리틀 (2020) - 플림턴 역 (목소리)
- 이터널스 (2020) - 킹고 역
- 고스트버스터즈: 오싹한 뉴욕 (2024) - 나딤 라즈마다이 역

### 텔레비전
- 프랭클린 & 배쉬 (2011-14)
- 실리콘 밸리 (2014-)